# Jimmy Adamson
‎
James »Jimmy« Adamson, angleški nogometaš in trener, * 4. april 1929, Ashington, Anglija, Združeno kraljestvo, † 8. november 2011.
Svojo celotno člansko kariero je igral za Burnley F.C.. Bil je v angleški reprezentanci za Svetovno prvenstvo 1962, toda ni igral.
Treniral je Burnley F.C., Sunderland A.F.C. in Leeds United F.C.